# Église luthérienne de Polotsk
L'église luthérienne de Polotsk est un édifice historique du début du XXe siècle situé à Polotsk en Biélorussie. Il fait partie de la liste des monuments historiques architecturaux de la République de Biélorussie. Cette église de briques a été construite pour la communauté luthérienne de la ville. Aujourd'hui désacralisée, l'église abrite le musée régional de Polotsk. Elle se trouve rue Nijne-Pokrovskaïa au no 11. 

## Histoire
Une première chapelle de bois est construite en 1775 pour la communauté allemande luthérienne de la ville. L'église actuelle est construite entre 1905 et 1912 à l'emplacement de la chapelle de bois. Sa construction commence dès l'oukaze impérial sur la tolérance religieuse à l'initiative de la paroisse luthérienne de Polotsk. D'autres sources indiquent qu'une nouvelle église avait été construite dès 1888. L'église luthérienne de Polotsk est fermée en 1924. Elle sert alors d'entrepôt à grain, puis de cinéma.
C'est en 1948 qu'elle abrite le musée régional après restauration,,.

## Architecture
L'église est construite en style néogothique en briques rouges, de plan rectangulaire avec une abside à quatre pans. La façade principale est à deux niveaux avec un clocher rectangulaire et un toit pointu à quatre pentes. Les deux niveaux de la tour sont couronnés de corniches en stuc à ceintures ajourées. Dans la conception des façades, l'on a utilisé des contreforts, des ouvertures en lancette, des pinacles. L'entrée principale est ornée d'un portail en lancette surmonté d'une fenêtre ronde,.

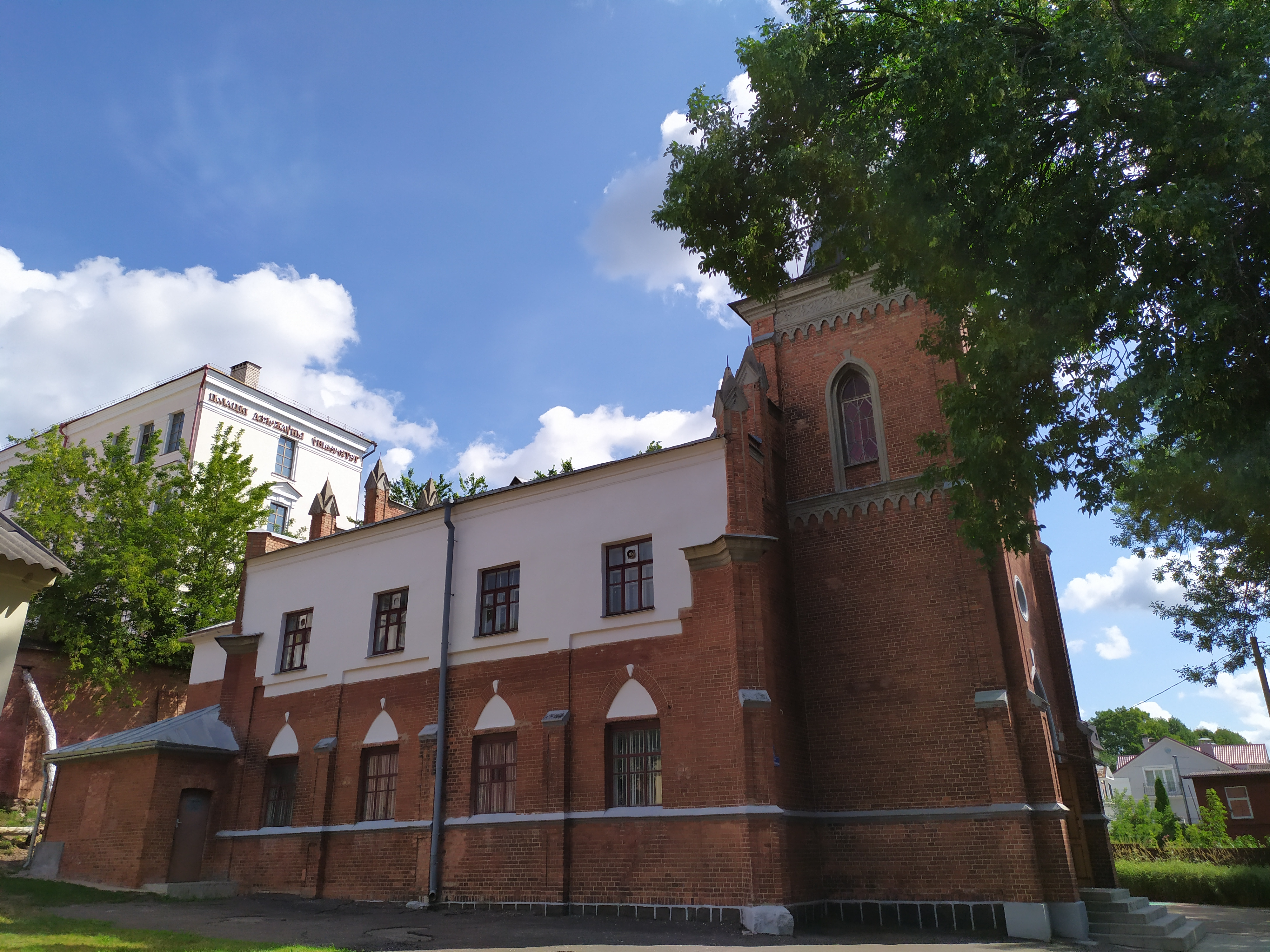
Vue de côté.